# Rally del Lazio
Il Rally del Lazio è un evento del Campionato Italiano Rally organizzato dall'ACI. Il rally ha luogo nel comune di Cassino.

## Storia
Disputatosi per la prima volta nel 2014, ha visto la vittoria di Antonio Pascale in una prova valevole per il Campionato italiano Rallyday. Nel triennio 2016-2018 è stato inserito nel calendario del campionato nazionale. Dopo qualche anno la manifestazione torna ad essere disputata come prova della Coppa Italia e del trofeo italiano Rally.

## Albo d'oro
| Data               | Denominazione                                   | Sede    | Vincitori                          | Auto                        | Validità                      |
| ------------------ | ----------------------------------------------- | ------- | ---------------------------------- | --------------------------- | ----------------------------- |
| 18-19 ottobre 2014 | 1° Rally Basso Lazio                            | Cassino | Antonio Pascale Paolo Francescucci | Mitsubishi Lancer Evo IX    | Campionato italiano Rallyday  |
| 18-19 giugno 2016  | 2° Rally Basso Lazio                            | Cassino | Fabio Gianfico Liberato Mongillo   | Mitsubishi Lancer Evo IX R4 | Campionato italiano nazionale |
| 8-9 aprile 2017    | 3° Rally del Lazio - 10° Rally Città di Cassino | Cassino | Mario Sulpizio Lorenzo Pittiglio   | Ford Fiesta R5              | Campionato italiano nazionale |
| 6-8 aprile 2018    | 4° Rally del Lazio - 11° Rally Città di Cassino | Cassino | Gianluca D'Alto Mirko Liburdi      | Ford Fiesta R5              | Campionato italiano nazionale |
| 4-5 novembre 2022  | 5° Rally del Lazio Cassino - 44° Rally di Pico  | Cassino | Marco Signor Corrado Bonato        | Škoda Fabia Rally2 evo      | Finale Coppa Italia           |
| 27-28 ottobre 2023 | 6° Rally del Lazio Cassino                      | Cassino | Giuseppe Testa Gino Abatecola      | Škoda Fabia R5              | Finale Coppa Italia           |
| 22-23 marzo 2024   | 7° Rally del Lazio                              | Cassino | Giuseppe Testa Gino Abatecola      | Škoda Fabia Rally2 evo      | Trofeo Italiano Rally         |